# Erich Obermayer
Erich Obermayer (Viena, 23 de gener de 1953) és un futbolista retirat austríac.
Durant vint anys defensà els colors de l'Austria Viena. L'any 2001 fou escollit dins de l'onze del segle XX del club. Debutà amb Àustria l'abril de 1975 en un partit de classificació davant Hongria. Participà en els Mundials de 1978 i 1982. En total fou 50 cops jugador de la selecció i marcà un gol. El seu darrer partit fou el març de 1985 en un amistós davant la Unió Soviètica.